# Moshe Vardi
Moshe Ya'akov Vardi (Haifa, 4 luglio 1954) è un informatico israeliano, professore d'informatica presso il Dipartimento di Informatica della Rice University di Houston.
I suoi interessi di ricerca ricoprono vari settori della logica applicata all'informatica, tra cui basi di dati, sistemi multi-agente, teoria degli automi. È un esperto di model checking, problema di soddisfacimento dei vincoli e basi di dati, conoscenza comune, e informatica teorica.
Moshe Vardi è autore di oltre 400 articoli scientifici e editor di diverse riviste di settore. È autore dei libri Reasoning About Knowledge con Ronald Fagin, Joseph Halpern e Yoram Moses, e Finite Model Theory and Its Applications con Erich Grädel, Phokion G. Kolaitis, Leonid Libkin, Maarten Marx, Joel Spencer, Yde Venema e Scott Weinstein. Inoltre, è editor-in-chief di Communications of the ACM.

## Background
È stato a capo del dipartimento di informatica della Rice University da gennaio 1994 a giugno 2002. Prima di approdare alla Rice nel 1993, è stato alla IBM Almaden Research Center, dove ha diretto il Mathematics and Related Computer Science Department. Il Prof. Vardi ha conseguito il dottorato alla Hebrew University of Jerusalem nel 1981.

## Riconoscimenti e premi
Nella sua carriera, Vardi ha ricevuto tre IBM Outstanding Innovation Awards, è stato insignito nel 2000 del Premio Gödel (per lavori su logiche temporali e automi), insieme a Pierre Wolper, nel 2005 del ACM Paris Kanellakis Theory and Practice Award insieme a Gerard Holzmann, Robert Kurshan e Pierre Wolper, e nel 2006 del LICS 2006 Test-of-Time Award, insieme a Pierre Wolper. È inoltre vincitore del 2008 ACM Presidential Award, del 2010 Distinguished Service Award dalla Computing Research Association, e dal Institute of Electrical and Electronics Engineers (IEEE) Computer Society's 2011 Harry H. Goode Award.
Ha ricevuto dottorati honoris cause dalla Saarland University, Germania, e la University of Orleans, Francia. Il Prof. Vardi è editor di diverse riviste internazionali e presidente della International Federation of Computational Logicians. Egli è Guggenheim Fellow, nonché Fellow della Association for Computing Machinery, la American Association for the Advancement of Science e la Association for the Advancement of Artificial Intelligence. È stato designato Highly Cited Researcher dallo Institute for Scientific Information ed è stato eletto membro del US National Academy of Engineering, la National Academy of Sciences, la European Academy of Sciences e di Academia Europaea.